# Palazzo Spinelli di Tarsia
Il Palazzo Spinelli di Tarsia è uno dei palazzi monumentali di Napoli, ubicato in piazzetta Tarsia.
Il palazzo fu eretto, anche se solo parzialmente, su commissione di Ferdinando Vincenzo Spinelli (1685-1753), principe di Tarsia: la costruzione prevedeva il rifacimento di un precedente fabbricato, documentato da Carlo Celano, e il progetto fu affidato a uno dei più noti architetti napoletani del Settecento, Domenico Antonio Vaccaro. Le decorazioni ad affresco negli appartamenti furono eseguite, oltre che dallo stesso Vaccaro, da pittori come Nicola Maria Rossi, Nicola Cacciapuoti e Giovanni De Simone.
L'edificio, in origine, occupava una vasta zona alle spalle della chiesa di San Domenico Soriano.
Nella struttura, secondo un disegno assonometrico redatto dallo stesso Vaccaro, si nota un fastoso ingresso che dà accesso a due scenografiche rampe a tenaglia per le carrozze con al centro una scalinata, dopo le quali ci si trovava davanti al primo corpo di fabbrica, che racchiude tre archi a sesto ribassato in legno intarsiato. Da questo si passa all'ampio cortile rettangolare, dove prospetta il maestoso palazzo elevato, a due piani con pianterreno.
La grande area verde del palazzo intendeva rifarsi ai giardini pensili di Babilonia, ma essa è oggi quasi del tutto scomparsa. L'intera struttura, dall'Unità d'Italia a oggi, non è mai stata al centro di un accurato piano di restauro e di salvaguardia, teso alla sua rivalorizzazione. A eccezione della facciata l'intero comprensorio è in profondo degrado, con un parcheggio auto abusivo.

## Il mercato di commestibili
Con l'estinzione della nobile famiglia degli Spinelli, sul terreno del giardino del palazzo fu stabilito un mercato di commestibili. Realizzato tra il 1841 e il 1845 dall'architetto Ludovico Villani, su commissione di Giuliano de Fazio che fece realizzare un fabbricato che affaccia su salita Tarsia, il mercato aveva l'ingresso minore su via Tarsia.
Ma l'idea del mercato non ebbe successo e i mercanti rifiutarono i nuovi spazi che furono destinati così a diversi impieghi: prima nel 1853 l'esposizione delle Manifatture del Regno, poi dal 1856 il Reale Istituto d'Incoraggiamento di Napoli (in maniera definitiva, infatti aveva avuto a disposizione l'edificio già dal 1851). Poi ha accolto il cineteatro Bracco, dedicato al commediografo Roberto Bracco, ospitato ancora oggi, mentre il palazzo fu destinato a condominio privato.

## Biblioteca Tarsia
Secondo una descrizione di Giuseppe Sigismondo, il palazzo ospitava al suo interno la Biblioteca Tarsia, voluta dal principe e aperta al pubblico. La biblioteca offriva una ricca collezione di libri di scienze e strumenti matematici raccolti in una piramide ed era inoltre adornato con statue di Francesco Pagano. Vi gravitava il sodalizio mecenatico animato dal principe, tra i cui membri vi furono Maria Angela Ardinghelli e i fratelli Berardo e Ferdinando Galiani.